# Cerrito de Buenos Aires
Cerrito de Buenos Aires är en ort i Mexiko.   Den ligger i kommunen Zapotlanejo och delstaten Jalisco, i den centrala delen av landet, 400 km väster om huvudstaden Mexico City. Cerrito de Buenos Aires ligger 1 897 meter över havet och antalet invånare är 353.
Terrängen runt Cerrito de Buenos Aires är kuperad åt sydväst, men åt nordost är den platt. Cerrito de Buenos Aires ligger uppe på en höjd. Runt Cerrito de Buenos Aires är det ganska glesbefolkat, med 43 invånare per kvadratkilometer. Närmaste större samhälle är Zapotlanejo, 17,0 km nordväst om Cerrito de Buenos Aires. Trakten runt Cerrito de Buenos Aires består till största delen av jordbruksmark.